# Neoponera

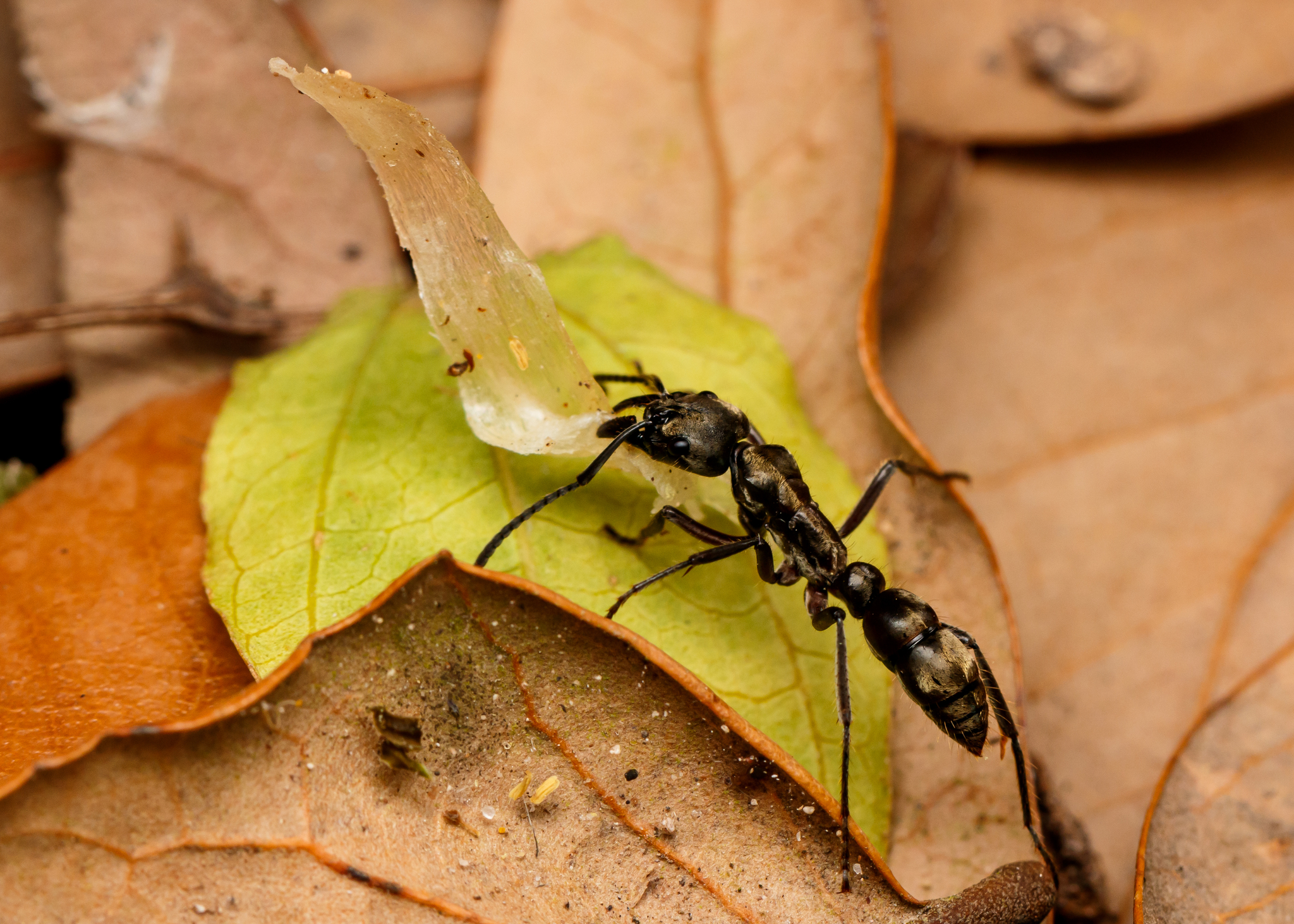
Neoponera villosa

Neoponera (лат.) — род муравьёв (Formicidae) из подсемейства Ponerinae. Ранее в составе Pachycondyla. Известно более 50 видов. Неотропический род, один из наиболее морфологически и поведенчески разнообразных из всех родов понерин. Многие Neoponera ведут древесный образ жизни, а некоторые виды являются специализированными массовыми рейдерами и хищниками термитов.

## Распространение
Неотропика. Встречается от южных штатов США (Техас) и Мексики до южных регионов Бразилии и северных частей Аргентины

## Описание
Среднего размера и крупные муравьи (длина которых может доходить до 2 см), гнездящиеся в почве и древесине. Neoponera морфологически разнообразная группа. Его рабочих легче всего идентифицировать по следующей комбинации признаков: относительно большие глаза, расположенные на средней линии головы или около неё, отверстие метаплевральной железы с U-образной задней кутикулярной губой и боковой бороздкой, выступающая аролия, стридулитрум на претергите А4, гипопигий без ряда толстых шипов по обе стороны от жала. Многие Neoponera также имеют отчетливые преокулярные кили. Представители Neoponera внешне наиболее похожи на Pachycondyla, Mayaponera, Mesoponera и Megaponera. Рабочие наиболее явно отличаются от Pachycondyla выступающей аролией, стридулитром на претергите A4 и невооруженным гипопигием, а также отличаются от рабочих Mayaponera наличием щелевидных дыхалец проподеума и не более чем неглубокой вдавленной метанотальной бороздкой. Виды Neoponera с круглыми проподеальными дыхальцами (некоторые представители группы N. emiliae) могут быть отделены от Mayaponera метастернальными отростками треугольной формы (у Mayaponera отростки узкие и клыкообразные). И у Mesoponera, и у Megaponera отсутствует комплексное отверстие метаплевральной железы и выраженная аролия, как у Neoponera.

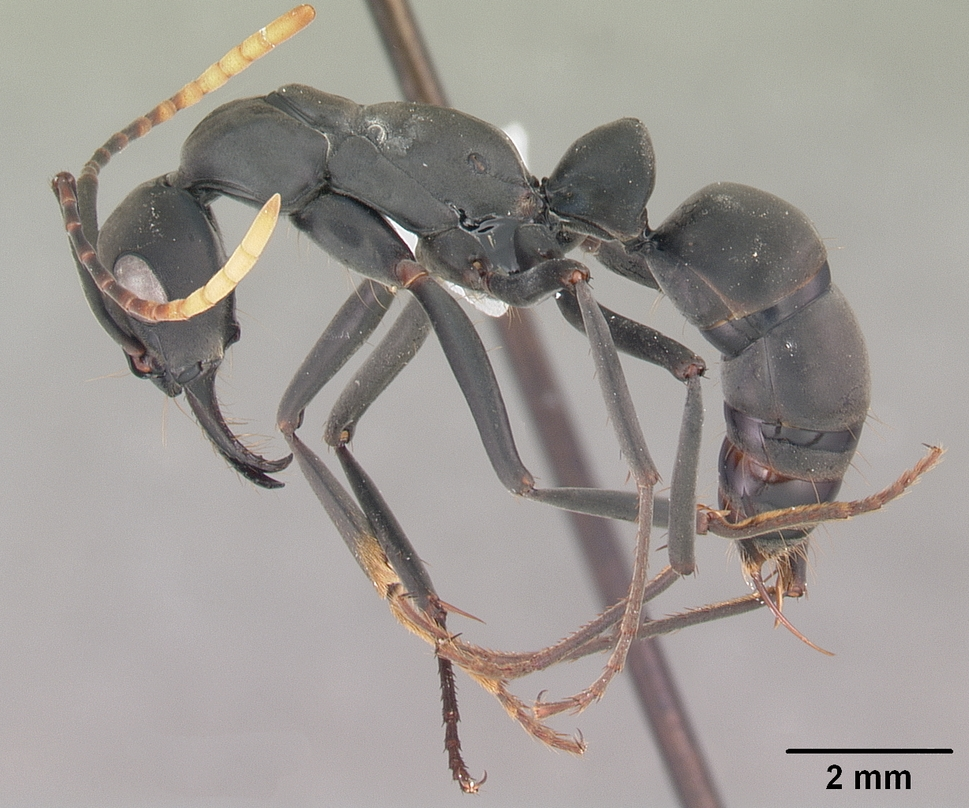
Neoponera apicalis
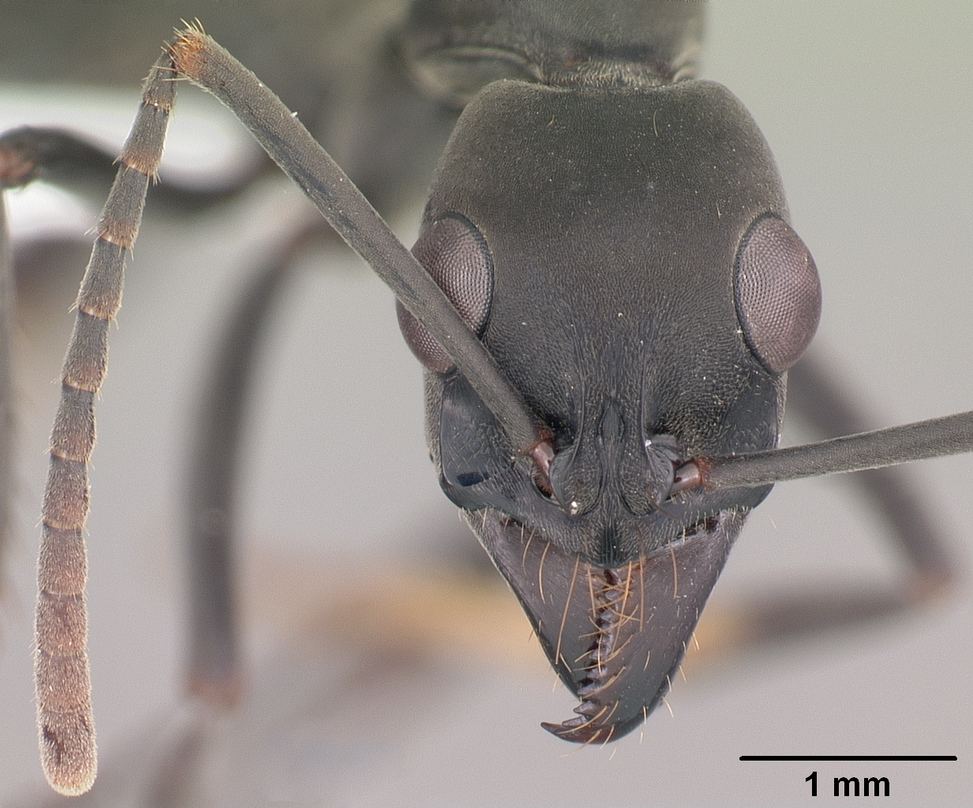
Neoponera verenae

## Систематика
Более 50 видов. Род Neoponera был впервые выделен итальянским мирмекологом Карлом Эмери в 1901 году. С 1981 года включался в состав большого полифилетического рода Pachycondyla, из которого был восстановлен в 2014 году. Вошёл в состав родовой группы Pachycondyla (Belonopelta, Dinoponera, Mayaponera, Neoponera, Pachycondyla, Rasopone, Simopelta, Thaumatomyrmex).
- Neoponera aenescens (Mayr, 1870)
- Neoponera agilis Forel, 1901
- Neoponera antecurvata (MacKay & MacKay, 2010)
- Neoponera apicalis (Latreille, 1802)
- Neoponera bactronica (Fernandes, Oliveira & Delabie, 2014)
- Neoponera billemma (Fernandes, Oliveira & Delabie, 2014)
- Neoponera bucki (Borgmeier, 1927)
- Neoponera bugabensis (Forel, 1899)
- Neoponera carbonaria (Smith, 1858)
- Neoponera carinulata (Roger, 1861)
- Neoponera cavinodis Mann, 1916
- Neoponera chyzeri (Forel, 1907)
- Neoponera commutata (Roger, 1860)
- Neoponera concava (MacKay & MacKay, 2010)
- Neoponera cooki (MacKay & MacKay, 2010)
- Neoponera coveri (MacKay & MacKay, 2010)
- Neoponera crenata (Roger, 1861)
- Neoponera curvinodis (Forel, 1899)
- Neoponera dismarginata (MacKay & MacKay, 2010)
- Neoponera donosoi (MacKay & MacKay, 2010)
- Neoponera eleonorae (Forel, 1921)
- Neoponera emiliae Forel, 1901
- Neoponera fauveli (Emery, 1895)
- Neoponera fiebrigi Forel, 1912
- Neoponera fisheri (MacKay & MacKay, 2010)
- Neoponera foetida (Linnaeus, 1758)
- Neoponera fusca (MacKay & MacKay, 2010)
- Neoponera globularia (MacKay & MacKay, 2010)
- Neoponera golbachi Kusnezov, 1969
- Neoponera hispida (MacKay & MacKay, 2010)
- Neoponera holcotyle (MacKay & MacKay, 2010)
- Neoponera insignis (MacKay & MacKay, 2010)
- Neoponera inversa (Smith, 1858)
- Neoponera laevigata (Smith, 1858)
- Neoponera latinoda (MacKay & MacKay, 2010)
- Neoponera lineaticeps (Mayr, 1866)
- Neoponera luteola (Roger, 1861)
- Neoponera magnifica (Borgmeier, 1929)
- Neoponera marginata (Roger, 1861)
- Neoponera metanotalis (Luederwaldt, 1918)
- Neoponera moesta (Mayr, 1870)
- Neoponera oberthueri (Emery, 1890)
- Neoponera obscuricornis (Emery, 1890)
- Neoponera procidua (Emery, 1890)
- Neoponera recava (MacKay & MacKay, 2010)
- Neoponera rostrata (Emery, 1890)
- Neoponera rugosula Emery, 1902
- Neoponera schoedli (MacKay & MacKay, 2006)
- Neoponera schultzi (MacKay & MacKay, 2010)
- Neoponera solisi (MacKay & MacKay, 2010)
- Neoponera striatinodis (Emery, 1890)
- Neoponera theresiae (Forel, 1899)
- Neoponera unidentata (Mayr, 1862)
- Neoponera venusta Forel, 1912
- Neoponera verenae Forel, 1922
- Neoponera villosa (Fabricius, 1804)
- Neoponera zuparkoi (MacKay & MacKay, 2010)